# Осетинци в Руско-турска война (1877 – 1878)
Осетинският войници в състава на Руската армия показмат чудеса на мъжество и героизъм. Техните доблестни подвизи са достойно оценени в България, където могат да се видят паметници на осетинците, дали живота си за свободата на България. Те ще живеят вечно в паметта на българския и осетинския народи, техните имена грижливо пазят легенди и предания. В най-голяма степен героизмът на осетинците се е проявил по време на боевете при връх Шипка, гр. Плевен... Не напразно генерал-майор Михаил Скобелев изпраща писмо до Руския император Александър II и изисква: „Изпратете повече осетинци!“.[източник? (Поискан днес)]
Участието на осетинците има значение в битките за гр. Ловеч, гр. Плевен, гр. Пловдив и други. Известният български учен Георги Копчев е пише, че «Владикавказкия Казашки полк се отличава в щурмуването на укрепените турски позиции“ (Георги Копчев, „Мавзолеят на Плевен“, 1901, с. 207).
Осетинци са служат в състава на Владикавказки Казашки полк (командир, полковник Пьотър Левиз-оф-Менар) от I бригада (командир, полковник Иван Тутолмин) на Кавказката Казашка дивизия. Полка в състава на колони, участва в битки командвани от прославени пълководци като генерал-майор Михаил Скобелев, генерал-лейтенант Йосиф Гурко, генерал-майор Николай Столетов и генерал-лейтенант Фьодор Радецки. Отделни осетинци воюват и в редиците на Българското опълчение. Сред тях е героят от Руско-турската война Николай Караев – Дудар. Отрядът на славния безстрашен син на България Петко Войвода се сражава заедно с Владикавказкия полк. Изследователи обръщат внимание, че делът на осетинците в победата на Руско-турската война е съществен, съотнесен към неголямата численост на осетинския народ.
Състава на Владиковказкия полк е малко повече от 300 души. Мястото на убитите и ранените се попълвало постоянно с подкрепления от Осетия. Непосредствено участие във военните действия вземат ок. 2000 осетинци.
В рапорта си от 3 септември 1877 г. генерал-майор Михаил Скобелев пише: „Въобще, поведението на Владиковказкия Казашки полк по безпримерна саможертва и рицарска храброст е повече от похвално“.
400 осетинци са удостоени с Войнишки орден „Свети Георги“, I, II, III и IV ст.